# Maso da San Friano

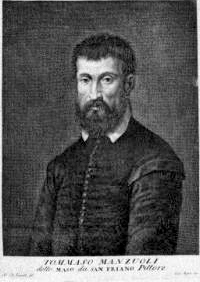
Portret van Maso da San Friano door Rossi Girolamo, 1725-1750, Accademia di Belle Arti, Lovere

Maso da San Friano, zijn echte naam was Tommaso Manzuoli (San Frediano, in Florence, 4 november 1531 – Florence, september/oktober 1571) was een Italiaanse laat-manieristische kunstschilder. 

## Biografie
Hij kreeg zijn eerste opleiding bij Pier Francesco Foschi, waar hij werd geconfronteerd met de werken van de grote kunstenaars uit het maniërisme, in het bijzonder met dat van Jacopo da Pontormo. Nadien werkte hij in het atelier van Carlo Portelli, waar hij de elegantie van Francesco de' Rossi opstak en de stijl van Giovan Giambattista di Iacopo. Daarnaast bestudeerde hij grondig het werk van Andrea del Sarto. Door de bestudering van die meesters werd hij een van de exponenten van de heropleving van het Florentijnse maniërisme. Hij werkte aan een aantal projecten samen met Michelangelo. Parallel daaraan experimenteerde hij met de niet-Florentijnse figuratieve stijl en zijn Graflegging van Christus, nu in het Wallraf-Richartz-Museum in Keulen is een nauwkeurige imitatie van het gelijknamige werk van Parmigianino.

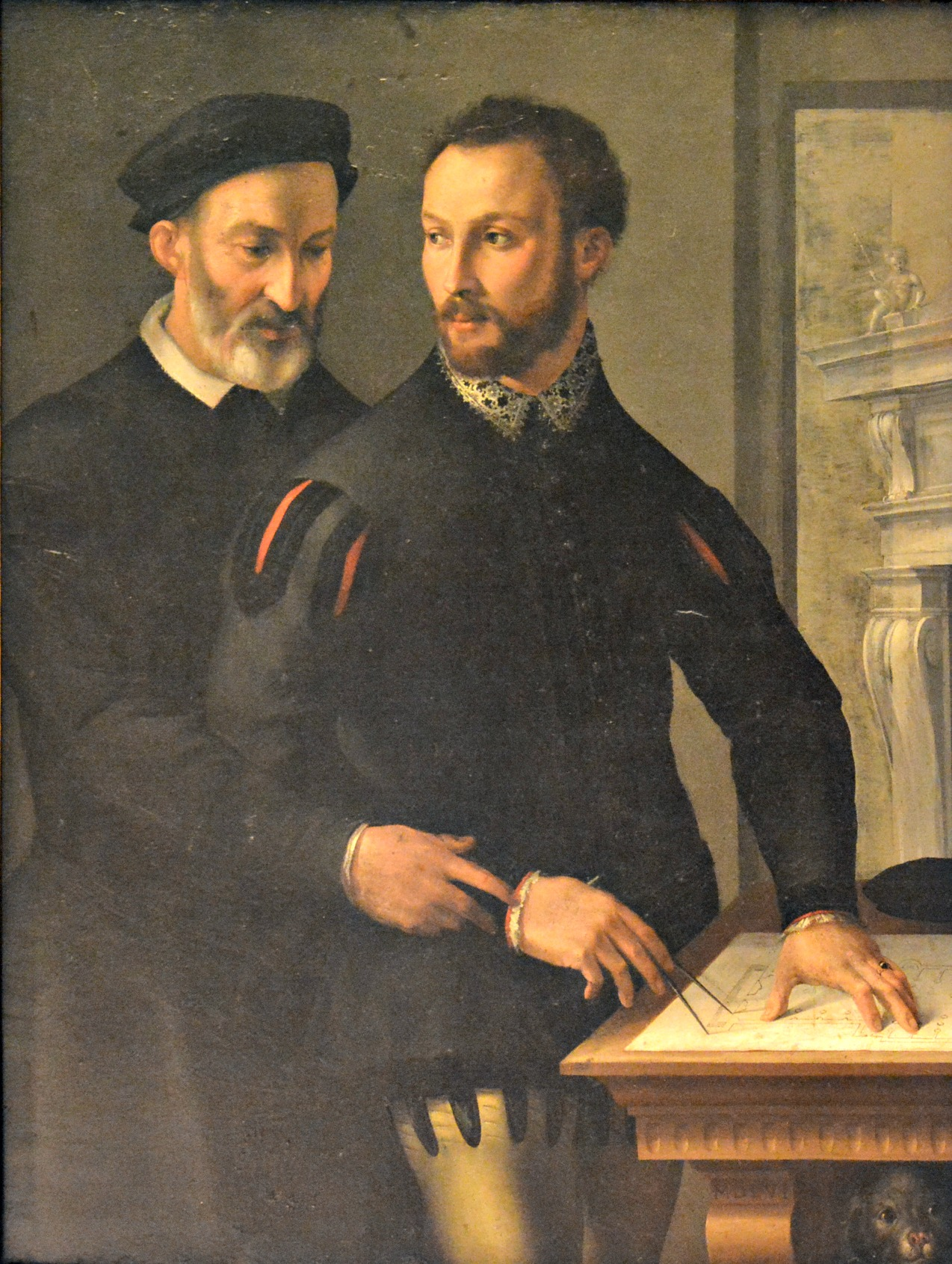
I due architetti, Museo di Capodimonte, Napels

Zijn eerste gedateerde en gesigneerde werk wordt I due architetti genoemd en wordt nu bewaard in het Museo di Capodimonte in Napels. Zijn eerste publieke werk was een Madonna tussen de HH. Brigida en Antonius voor de Chiesa del Paradiso buiten Florence. Een Piëta van omstreeks 1558, gemaakt voor de Santa Maria dei Candelli in Florence, nu in Parijs in de galerie Gismondi, kan aan hem worden toegewezen dankzij een gesigneerde voorstudie.
Verder zijn er nog een Samaritaanse bij de bron te dateren rond 1560. Van datzelfde jaar is de Madonna met Kind en de HH. Catharina van Alexandrië, Maria Magdalena, Bernardus van Clairvaux en Bernardus van Clairvaux, gemaakt voor het Convento della Trinità van Cortona.
Ook uit 1560 is de Maria-Visitatie gemaakt voor de Cappella de' Pesci in de San Pier Maggiore in Florence, nu bewaard in het Fitzwilliam Museum in Cambridge. Het is een grandioze compositie van een mature kunstenaar ondanks de vroege datum.

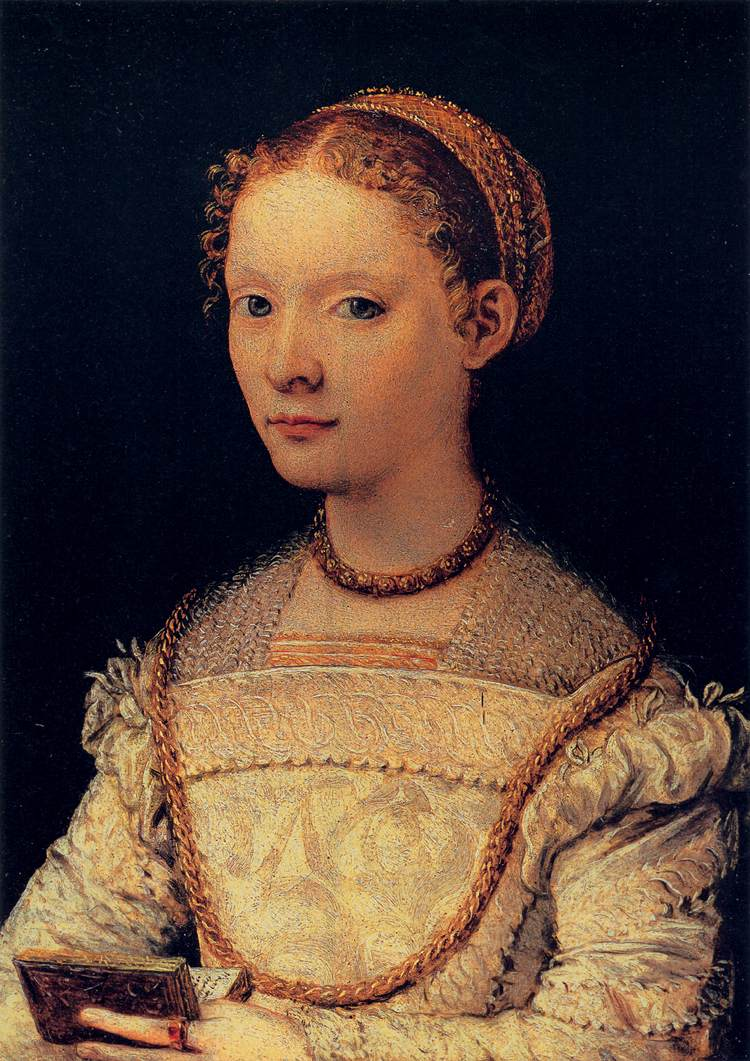
Portret van Elena Gaddi Quartesi, Palazzo Pitti, Florence

In 1563 werd hij lid van de Accademia del disegno in Florence, die pas was opgericht. Vincenzo Borghini, de eerste voorzitter van de Accademia, noemde hem een getalenteerde en trotse schilder actief buiten de grote Florentijnse ateliers. Hij nam ook deel via de Accademia aan de decoratie voor de uitvaart van Michelangelo in 1564 en voor het huwelijk van Francesco I de' Medici met Johanna van Oostenrijk op 15 december 1565.
In 1565 kreeg hij nog een belangrijke opdracht van de Confraternita di Santa Maria della Laude e di Santa Agnese voor een Hemelvaart van Christus met de HH. Agnes en Elena, gemaakt voor de Chiesa di Santa Maria del Carmine. Het schilderij was niet afgewerkt bij zijn dood, maar werd nadien voltooid door Giovanni Battista Naldini. 

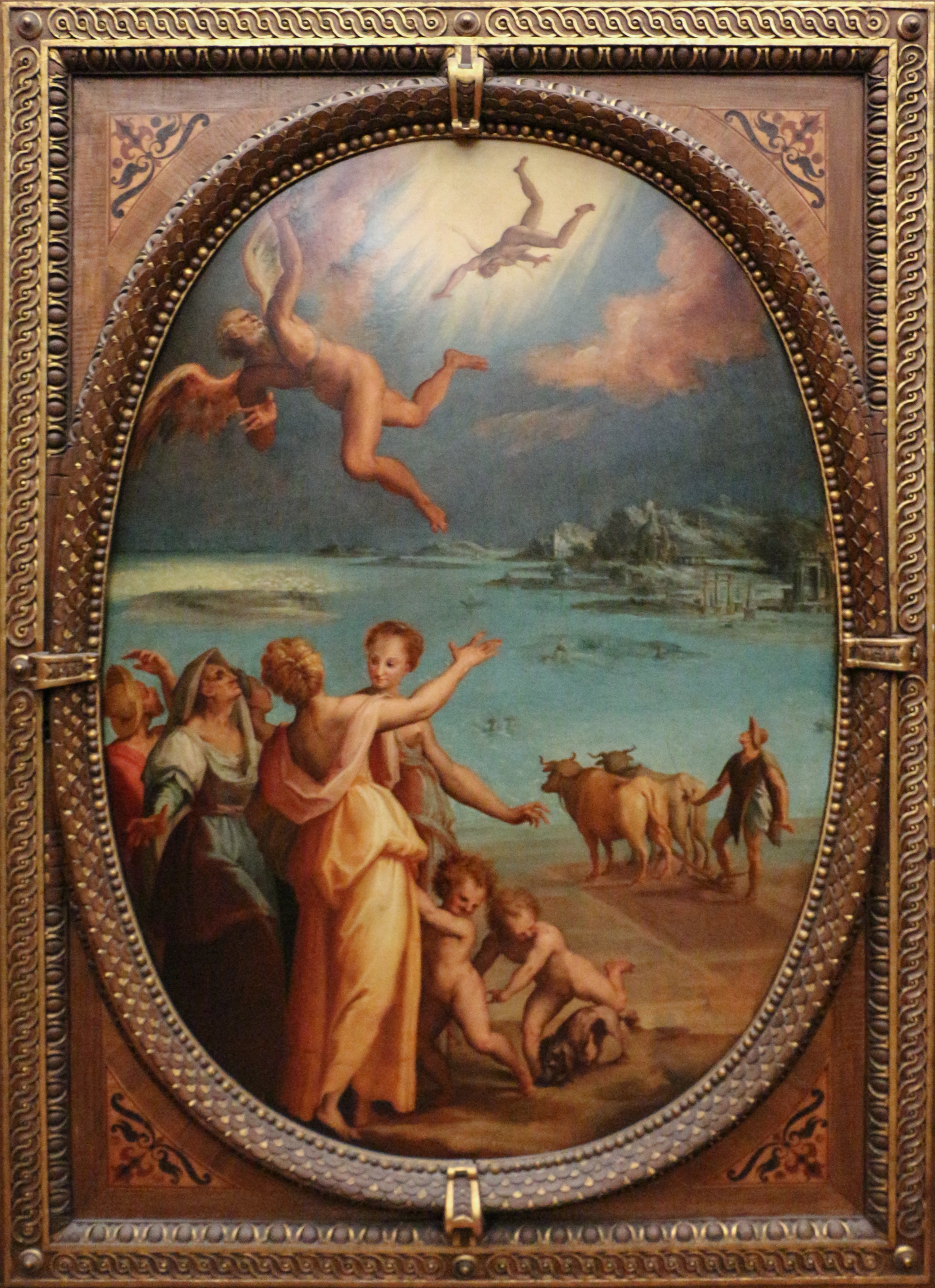
Val van Icarus, 1570-73

Maso da San Friano produceerde daarna nog een hele reeks werken, waaronder een portret van Francesco I de' Medici voor het Palazzo communale van Prato. Hij ging minder kleine werken en private opdrachten maken en zich meer toeleggen op zijpanelen voor altaarstukken. Hij maakte onder meer nog een Piëta met de HH. Hiëronymus en Franciscus voor de San Agostino in Montepulciano in 1567 en twee jaar later was er een gesigneerd en gedateerd werk met Christus in glorie met de Maagd en de HH. Petrus, Paulus, Hiëronymus, Bernardus en Donatus, dat gemaakt werd voor het klooster van San Donato in Polverosa.
Tussen 1570 en 1571 schilderde hij nog twee paneeltjes voor de studiolo van Francesco I in het Palazzo Vecchio in Florence: het eerste met Daedalus en Icarus, het tweede met een Diamantmijn.

## Web links
- Maura Chiavacci, 14 Luglio 1564 : Le esequie di Michelangelo e i debutto dell’Academia delle arti del disegno.

- Biblioteca Nacional de España: XX4982688
- Gemeinsame Normdatei: 13004914X
- International Standard Name Identifier: 0000 0000 8373 6355
- KulturNav: f82bcf93-2850-4c7d-a4d7-50431b2a9106
- RKD-Nederlands Instituut voor Kunstgeschiedenis: 53096
- Système universitaire de documentation: 253635578
- Union List of Artist Names: 500030138
- Virtual International Authority File: 38014908
- WorldCat: E39PBJqVY87RWm34YwTCdq9Rrq